# スイートンロー

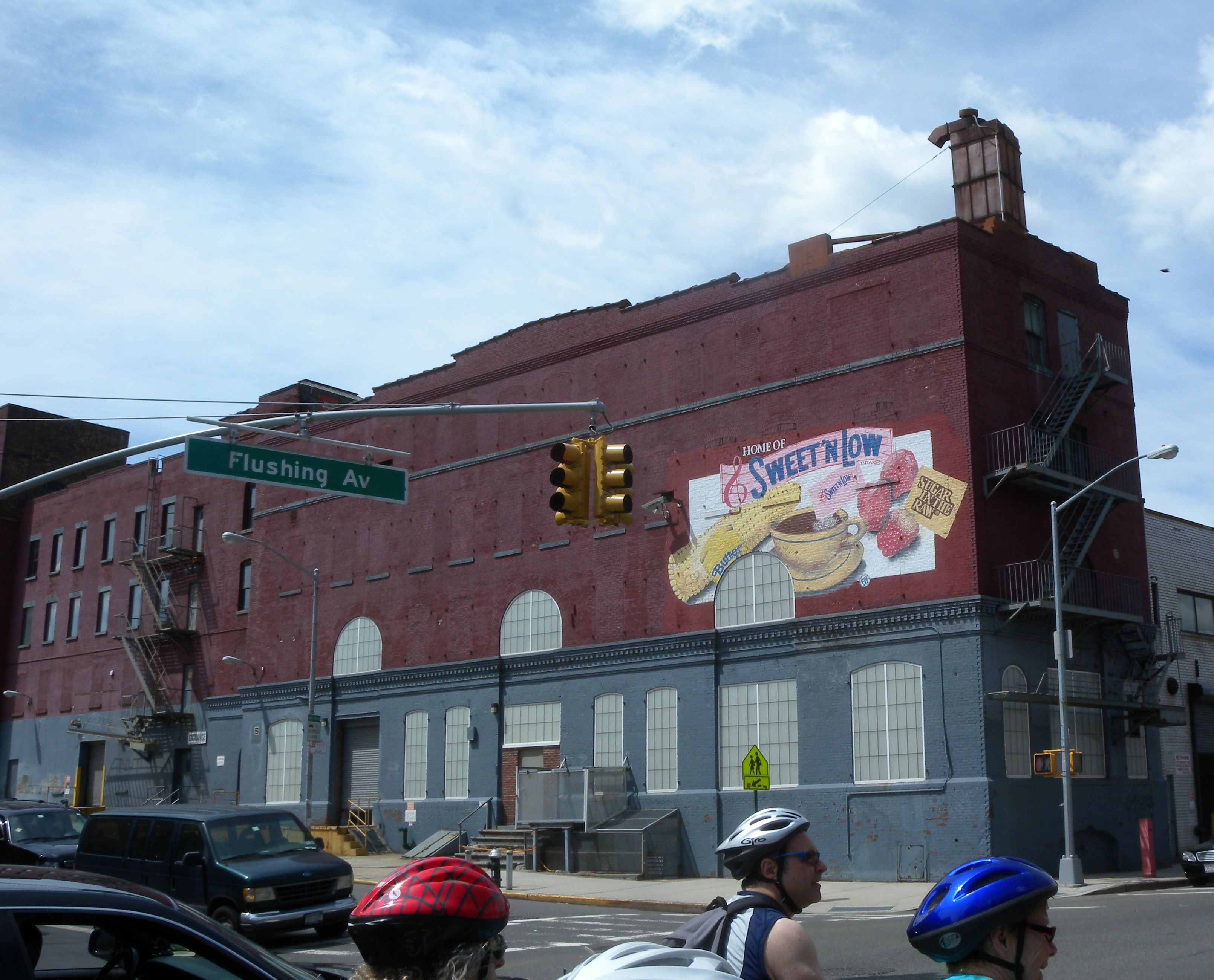
ニューヨーク市ブルックリン区カンバーランド・ストリートにある、カンバーランド・パッキング。

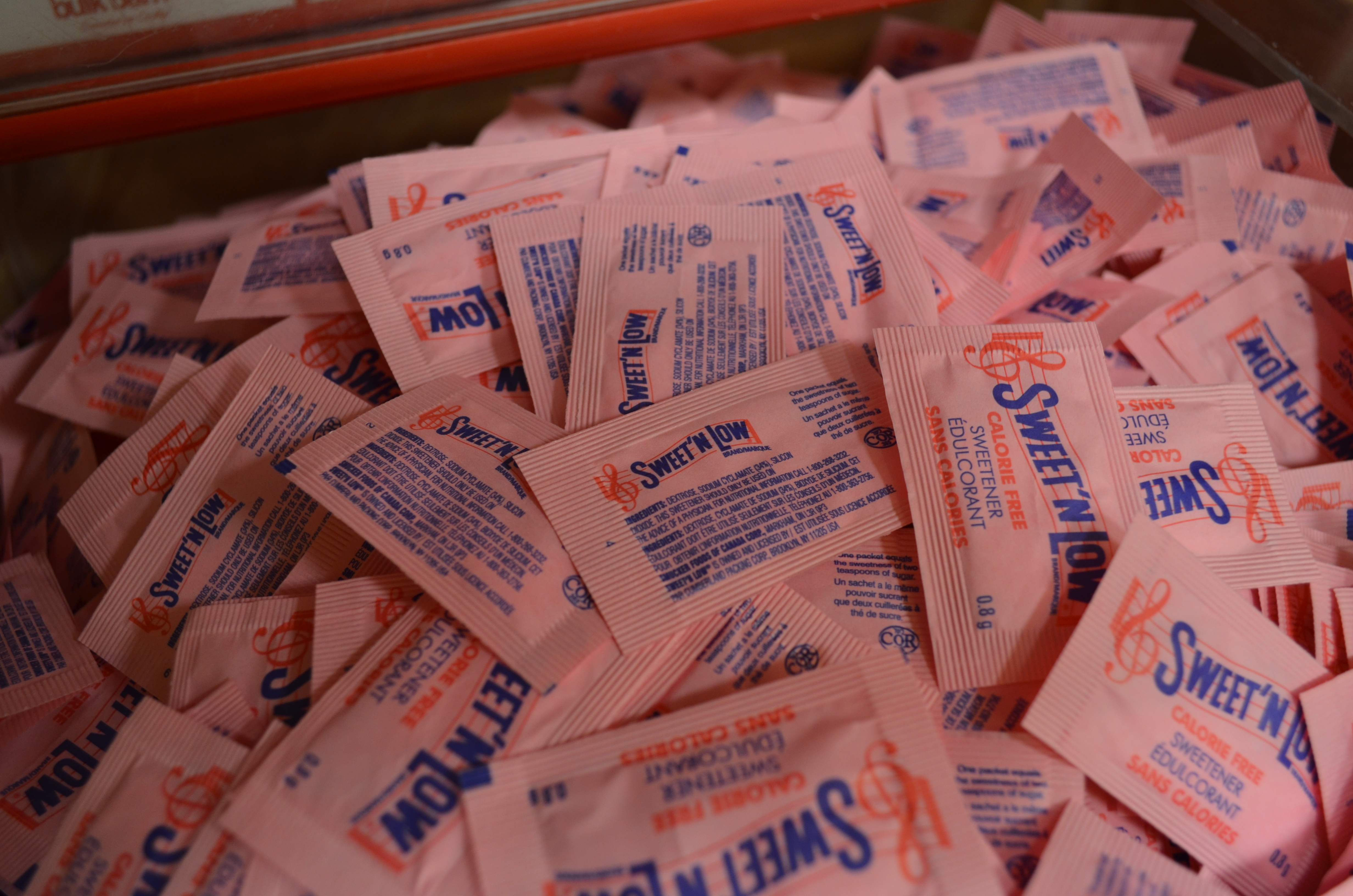
人工甘味料スイートンロー

スイートンロー (Sweet'N Low) は、粒状にしたサッカリンから製造される人工甘味料のブランド。グルコースやクリームターター（酒石酸水素カリウム）も含有されており、おもに小さな紙袋に封入された状態で流通している。
スイートンローは、アメリカ合衆国においてはカンバーランドパッキングコーポレイションによって製造販売されているが、同社は黒砂糖である「シュガー・イン・ザ・ロー (Sugar in the Raw)」や、ステビアを材料とする「スティーヴィア・イン・ザ・ロー (Stevia in the Raw)」も製造している。また、イギリスではダイエタリー・フーズ社が製造販売している。この製品の特許は、アメリカ合衆国特許第 3,625,711号 である。「Sweet'n Low」という言葉は商標となっており、五線譜を使ったロゴタイプは米国商標登録 No. 1,000,000 となっている。
カナダでは、サッカリンの代わりにチクロを用いたスイートンローが製造されている。これは、サッカリン中毒にしたラットによる実験で、癌の発生が確認された1977年以降、カナダではサッカリンの食品添加が認められていないためである。2014年になって、近年の研究では先の知見が誤りであったことが判明したとして、カナダはこの禁止措置を撤廃し、数カ国がこれに追従してサッカリンの禁止や警告の措置を撤廃した。
スイートンローは、バーナード・フード・インダストリーズが製造する低カロリーの各種ベーキングミックス製品にもライセンス契約で提供されている。

## 歴史
サッカリンが最初に発見されたのは1878年で、ジョンズ・ホプキンス大学でコールタールの誘導体を研究していた化学者、コンスタンティン・ファールベルクが発見者だった。発見からさほど経たないうちに商業化されたが、その利用が急速に拡大したのは数十年後のことであった。スイートンローは、1957年にベンジャミン・アイゼンシュタットとその息子マーヴィン・アイゼンシュタット (Marvin Eisenstadt) が市場に導入した。父アイゼンシュタットは、以前に砂糖用の紙の小袋を発明したものの特許取得は認められなかったが、小袋入りの人工甘味料は、その副産物であった。父子は、粉末状の人工甘味料を市場で売りさばいた最初の例となった。彼等の発売元となったカンバーランドパッキングコーポレイションは、今もこの製品を管理している。

## ブランド名の起源
スイートンローは、サー・ジョゼフ・バーンビーの1863年の曲の題名に由来しているが、この曲自体が、「そっとやさしく (The Princess: Sweet and Low)」と題されたアルフレッド・テニスン卿の詩から曲名と歌詞を借用していた。